# Lou Barin
Lou Barin (* 26. Januar 1999 in Grenoble) ist eine französische Freestyle-Skierfahrerin. Sie startet in den Disziplinen Slopestyle und Big Air.

## Werdegang
Barin hatte ihren ersten internationalen Erfolg bei den Olympischen Jugend-Winterspielen 2016 in Oslo. Dort gewann sie Silber im Slopestyle. Im Weltcup startete sie erstmals im Januar 2017 in Font Romeu und belegte dabei den 27. Platz im Slopestyle. Bei den Juniorenweltmeisterschaften 2017 in Chiesa in Valmalenco errang sie den sechsten Platz im Slopestyle. Im folgenden Jahr kam sie bei den Olympischen Winterspielen in Pyeongchang auf den 19. Platz im Slopestyle. In der Saison 2018/19 wurde sie französische Meisterin im Big Air und gewann bei der Winter-Universiade 2019 in Krasnojarsk die Bronzemedaille im Slopestyle.

## Erfolge

### Olympische Spiele
- Pyeongchang 2018: 19. Slopestyle

### Weltcupwertungen
| Saison  | Gesamt | Gesamt | Big Air | Big Air | Slopestyle | Slopestyle |
| Saison  | Platz  | Punkte | Platz   | Punkte  | Platz      | Punkte     |
| ------- | ------ | ------ | ------- | ------- | ---------- | ---------- |
| 2016/17 | 110.   | 10     | 25.     | 16      | 26.        | 50         |
| 2017/18 | 139.   | 6,86   | 15.     | 26      | 31.        | 48         |
| 2018/19 | 112.   | 7,8    | 14.     | 26      | 27.        | 39         |
| 2019/20 | 93.    | 13,8   | 9.      | 69      | -          | -          |

### Weitere Erfolge
- Olympische Jugend-Winterspiele 2016: 2. Slopestyle
- Juniorenweltmeisterschaften 2017: 6. Slopestyle
- Winter-Universiade 2019: 3. Slopestyle
- französischer Meistertitel: Big Air (2019)